# Demósthenes
Demósthenes Correa de Syllos (* 18. Januar 1892 in Casa Branca, São Paulo; † 11. August 1961), oder kurz Demósthenes, war ein brasilianischer Fußballspieler auf der Position eines Stürmers. Er war zuletzt für AA Palmeiras in São Paulo und die brasilianische Fußballnationalmannschaft aktiv.

## Karriere

### Verein
Demósthenes stand in den Jahren 1910 bis 1911 im Kader der Fußballabteilung des Mackenzie College in São Paulo. Hier konnte er jedoch keine nennenswerten Erfolge verzeichnen. Zur Saison 1912 wechselte er zum Stadtkonkurrenten AA Palmeiras und gewann drei Jahre später seinen ersten und einzigen Meistertitel mit der Staatsmeisterschaft von São Paulo. In den Folgejahren konnte Demósthenes keine weiteren Titel mit den Verein gewinnen. Nach einem Platz im unteren Teil der Tabelle in der Staatsmeisterschaft von 1919 beendete er seine aktive Karriere.

### Nationalmannschaft
Als einziger Spieler von AA Palmeiras wurde Demósthenes in das Aufgebot von Brasilien zur Campeonato Sudamericano 1916 berufen. Hier bestritt er am 8. Juli 1916 in der Partie gegen Chile (1:1) sein Debüt für die Seleção. An der Seite von Nery, Sidney, Arnaldo und Torjäger Arthur Friedenreich, einen der besten Fußballspieler aller Zeiten, erzielte er in der 40. Minute das Führungstor zum zwischenzeitlichen 0:1. Es blieb jedoch bei diesen einzigen Spiel und er kam im weiteren Verlauf des Turniers und in der Nationalmannschaft nicht mehr zum Einsatz.

### Erfolge
Verein
- Staatsmeister São Paulo: 1915